# Philip Umukoro
Philip Umukoro (ur. 2 marca 1980 w Warri) – nigeryjski piłkarz grający na pozycji napastnika obecnie w Patria Buk. Zawodnik ten zadebiutował w drużynie w Buku, 5 kwietnia 2009 w meczu z Płomieniem Przyprostynia. Mecz zakończył się wynikiem 1:1, a Philip Umukoro trafi jedną bramkę dla Patrii. Umukoro wykazał się snajperskim kunsztem w meczu z Lipnem Stęszew dnia 11 czerwca 2009, kiedy to czterokrotnie pokonał golkipera rywali, a Patria zwyciężyła 6:1.
Grał w Enugu Rangers International, KS Myszków, Dyskobolii Grodzisk Wielkopolski, GKS-ie Katowice, MG MZKS Kozienice, Warmii Grajewo,  a także w Heko Czermno.
W polskiej I lidze rozegrał 22 mecze (11 w Dyskobolii i 11 w GKS-ie).